# Liste des compagnies aériennes de Libye
 (mai 2021).
La mise en forme du texte ne suit pas les recommandations de Wikipédia : il faut le « wikifier ».
Les points d'amélioration suivants sont les cas les plus fréquents. Le détail des points à revoir est peut-être précisé sur la page de discussion.
- Les titres sont pré-formatés par le logiciel. Ils ne sont ni en capitales, ni en gras.
- Le texte ne doit pas être écrit en capitales (les noms de famille non plus), ni en gras, ni en italique, ni en « petit »…
- Le gras n'est utilisé que pour surligner le titre de l'article dans l'introduction, une seule fois.
- L'italique est rarement utilisé : mots en langue étrangère, titres d'œuvres, noms de bateaux, etc.
- Les citations ne sont pas en italique mais en corps de texte normal. Elles sont entourées par des guillemets français : « et ».
- Les listes à puces sont à éviter, des paragraphes rédigés étant largement préférés. Les tableaux sont à réserver à la présentation de données structurées (résultats, etc.).
- Les appels de note de bas de page (petits chiffres en exposant, introduits par l'outil «  Source ») sont à placer entre la fin de phrase et le point final[comme ça].
- Les liens internes (vers d'autres articles de Wikipédia) sont à choisir avec parcimonie. Créez des liens vers des articles approfondissant le sujet. Les termes génériques sans rapport avec le sujet sont à éviter, ainsi que les répétitions de liens vers un même terme.
- Les liens externes sont à placer uniquement dans une section « Liens externes », à la fin de l'article. Ces liens sont à choisir avec parcimonie suivant les règles définies. Si un lien sert de source à l'article, son insertion dans le texte est à faire par les notes de bas de page.
- La présentation des références doit suivre les conventions bibliographiques. Il est recommandé d'utiliser les modèles {{Ouvrage}}, {{Chapitre}}, {{Article}}, {{Lien web}} et/ou {{Bibliographie}}. Le mode d'édition visuel peut mettre en forme automatiquement les références.
- Insérer une infobox (cadre d'informations à droite) n'est pas obligatoire pour parachever la mise en page.

Pour une aide détaillée, merci de consulter Aide:Wikification.
Si vous pensez que ces points ont été résolus, vous pouvez retirer ce bandeau et améliorer la mise en forme d'un autre article.
 (novembre 2022).

Voici une liste des compagnies aériennes libyennes opérant actuellement.
| Compagnie aérienne                 | Image | Compagnie aérienne (en arabe)       | IATA | OACI | Indicatif d'appel | Base                                                                      |
| ---------------------------------- | ----- | ----------------------------------- | ---- | ---- | ----------------- | ------------------------------------------------------------------------- |
| Afriqiyah Airways                  |       | الخطوط الجوية الأفريقية             | 8U   | AAW  | AFRIQIYAH         | Aéroport international de Tripoli                                         |
| Air Libya                          |       | ليبيا للطيران                       | 7Q   | TLR  | AIR LIBYE         | Aéroport international de Tripoli <br /> Aéroport international de Benina |
| Air One Nine                       |       | واحد تسعة للطيران                   | -    | ONR  | EDER              | Aéroport international de Tripoli                                         |
| Buraq Air                          |       | البراق                              | UZ   | BRQ  | BURAQAIR          | Aéroport international de Tripoli <br /> Aéroport international de Benina |
| Global Aviation and Services Group |       | المجموعة العالمية للطيران و الخدمات | 5S   | GAK  | AVIAGROUP         | Aéroport international de Tripoli <br /> Aéroport international de Benina |
| Kallat Elsaker Air                 |       |                                     |      | KES  | KALLAT EL SKER    | Aéroport international de Tripoli                                         |
| Libyan Airlines                    |       | الخطوط الجوية الليبية               | LN   | LAA  | LIBAIR            | Aéroport international de Tripoli                                         |
| Libyan Arab Air Cargo              |       |                                     | -    | LCR  | LIBAC             | Aéroport international de Tripoli                                         |
| Libyan Wings                       |       |                                     | YL   | LWA  | LIBYAN WINGS      | Aéroport international de Mitiga                                          |
| Madina Air                         |       | المدينة                             | -    | MDH  | MADINA            | Aéroport international de Tripoli                                         |
| Petro Air                          |       | طيران النفط                         | -    | PEO  | PETRO AIR         | Aéroport international de Tripoli                                         |
| United Aviation (Libye)            |       |                                     | -    | -    | -                 | Aéroport international de Mitiga                                          |

## Voir également
- Liste des compagnies aériennes
- Liste des transporteurs aériens interdits dans l'Union européenne